# Ptolemaeus XIII Theos Philopator
Ptolemaeus XIII Theos Philopator was de oudste zoon van Ptolemaeus XII (Auletes) en broer van de bekendste Cleopatra, (VII). Cleopatra VII was de derde dochter van koning Ptolemaeus XII, met wie zij in eerste instantie samen regeerde.

## Bewind met Cleopatra VII
Toen Ptolemaeus XII Auletes stierf in het voorjaar van 51 v.Chr., was Cleopatra VII net 18 jaar oud en als Ptolemaeus XII' nog levende oudste kind (twee oudere zusters (Berenice IV en Cleopatra VI) waren reeds overleden) werd zij co-heerser met haar jongere broer Ptolemaeus XIII. Zij trouwde met hem en gebruikte het huwelijk om haar greep op de troon te verstevigen.
Vanaf augustus 51 v.Chr. begon Cleopatra VII met het weglaten van de naam van Ptolemaeus XIII in de officiële documenten, een klap in het gezicht van de Ptolemaeïsche traditie die bepaalde dat vrouwelijke heersers ondergeschikt waren aan de mannelijke co-heerser. Bovendien verscheen alleen Cleopatra's gezicht op munten.

## Alleenheerschappij
Misschien vanwege haar drang tot zelfstandigheid zette een kliek van hovelingen, geleid door de eunuch Pothinus, Cleopatra af; waarschijnlijk in 48 v.Chr., wellicht eerder; een decreet met alleen de naam van Ptolemaeus bestaat uit 51 v.Chr. Zij probeerde om een rebellie te organiseren rond Pelusium maar zij was spoedig gedwongen om Egypte te ontvluchten. Haar enige nog levende zuster, Arsinoë IV, vergezelde haar.

## Verraad van Ptolemaeus XIII
In de herfst van 48 v.Chr. echter bracht Ptolemaeus zijn eigen macht in gevaar door inmenging in de zaken van Rome. Toen Pompeius, op de vlucht voor de zegevierende Julius Caesar, op zoek naar bescherming arriveerde in Alexandrië liet Ptolemaeus hem vermoorden om in de gunst van Caesar te komen. 
Pompeius was getrouwd geweest met de dochter van Caesar (die gestorven was bij de geboorte van hun zoon) en Caesar vond mede daardoor dit verraad zodanig verachtelijk dat hij de Egyptische hoofdstad innam en zichzelf als arbiter in de rivaliserende claims van Ptolemaeus en Cleopatra benoemde. Na een korte oorlog (Alexandrijnse Oorlog) werd Ptolemaeus als 15-jarige in januari 47 v.Chr. gedood en Caesar herstelde Cleopatra op de troon, met een andere jongere broer, Ptolemaeus XIV Theos Philopator II, als nieuwe co-heerser.